# Stenocorus meridianus
Espèce
Stenocorus meridianus (Linné, 1758) est une espèce d'insectes coléoptères de la famille des Cerambycidae.

## Description
Le mâle mesure environ 12 à 20 mm de long, tandis que la femelle mesure de 15 à 25. Leur envergure est d'environ 40 mm. Les élytres sont colorés et marqués de manière variable. Couleur variable noire et orangée. Ils peuvent être uniformément brun clair à brun foncé avec des motifs foncés ou noirs. Les pattes sont généralement de couleur brun rougeâtre et deviennent plus sombres au niveau des genoux. Les antennes, la tête et le pronotum sont également de différentes nuances de brun ou de couleur noire. Le corps est couvert de poils courts qui donnent à la surface un aspect soyeux et brillant.